# Наполненная жизнь
«Наполненная жизнь», в ином варианте перевода — «Целая жизнь» (яп. 充たされた生活, митасарэта сэйкацу; англ. A Full Life) — японский чёрно-белый фильм-драма режиссёра Сусуму Хани, одного из ведущих мастеров новой волны японского кино 1960-х годов. В этой киноленте 1962 года, созданной по роману Тацудзо Исикавы рассматривается ход осознания женщиной своего места в жизни, её поиски независимости.

## Сюжет
Дзюнко Асакура, актриса, была сбита с ног непреодолимым очарованием Ёсиоки и вышла за него замуж только для того, чтобы найти его заядлым мечтателем, который понятия не имеет о своих обязанностях в качестве главы семейства. Она томится и страдает от своей несложившейся семейной жизни. Со смешанным чувством облегчения и сожаления она оставляет его, чтобы вернуться на сцену, чтобы встретить новых друзей.
После трёх лет уединения в семейном быту Дзюнко обнаруживает, что происходит много вещей, которые, как правило, волнуют её. Её бунт совпадает с периодом напряжённой общественной борьбы против «договора безопасности» между Соединёнными Штатами и Японией. Дзюнко становится активной участницей этого движения. В эти самые дни она знакомится с журналистом Исигуро, работающим на телевидении, возникает любовь и новое замужество. Но, внесённая в чёрные списки и потому лишённая любимой работы, Дзюнко вновь оказывается в тесном мирке хозяйственных дел. И тем не менее проделанный опыт борьбы за свободу помог ей осознать себя независимой личностью. В финале она показана хлопочущей по дому, но впервые её лицо озарено улыбкой.

## В ролях
- Инэко Арима — Дзюнко Асакура
- Косиро Харада — Исигуро, второй супруг Дзюнко
- Дзёдзи Ай (Дзёдзи Исимацу) — Гэнъити Ёсиока, первый супруг Дзюнко
- Такахиро Тамура — Садакити
- Юкари Ооба — Харуми
- Тоёдзо Ямамото — Карасима
- Сумиэ Сасаки — Кэйко Морисита
- Михо Нагато — Мотоко Танабэ
- Ёсиюки Фукуда — Ян Кидо
- Каори Сима — Моттин
- Хираёси Аоно — Ридзи Окуда
- Ёко Минакадзэ — первая супруга Исигуро
- Мицуко Мито — тёща Харуми
- Синъё Нара — Рою, пожилой актёр

## Премьеры
— 14 января 1962 года состоялась национальная премьера фильма в Токио
 — европейская премьера фильма состоялась в июне 1962 года на 12-м МКФ в Западном Берлине.
 — в США впервые показан 24 апреля 1972 года в Нью-Йорке.

## Награды и номинации
12-й Берлинский международный кинофестиваль (1962)
- номинация на главный приз «Золотой берлинский медведьь»

Премия журнала «Кинэма Дзюмпо» (1963)
- номинация на премию за лучший фильм 1962 года, однако по результатам голосования кинолента заняла 14 место.

## Комментарии
1. ↑  Название «Наполненная жизнь» — это устоявшееся название в киноведении ещё с советских времён, например в книге Инны Генс «Бросившие вызов: Японские кинорежиссёры 60-70-х гг.» (стр. 132). Русское название «Целая жизнь» — не совсем точный по смыслу перевод, тем не менее этот вариант названия один из часто встречающихся на просторах рунета, например на сайте КиноПоиск.